# Lampros Kontogiannis
Lampros Kontogiannis Gómez (Manzanillo, Municipio de Manzanillo, México, 1 de agosto de 1988) es un futbolista mexicano de ascendencia griega. Juega como mediocentro defensivo y actualmente juega en los poderosisimos tiburones rojos 

## Trayectoria

### Club América
Militó con los Jaguares de Chiapas en el Clausura 2007 pero no debutó, lo hizo con el América en el Apertura 2008, Ramón Ángel Díaz lo mandó al campo en el minuto 67 por Alejandro Argüello contra el Pachuca en el Hidalgo. Luego de ese torneo fue relegado a jugar con Socio Águila en la Primera A. Jugó al lado de Guillermo Ochoa, Jean Beasejour, Pavel Pardo y Salvador Cabañas.
Después estuvo con el Orizaba en Apertura 2010 y Clausura 2011.

### Tigres UANL
Luego de haber recuperado continuidad, fue enviado a préstamo a los Tigres U.A.N.L. en el Apertura 2011 torneo donde fue campeón teniendo actividad como suplente en el primer equipo

### FBC Melgar
En 2014 se marchó al Perú para jugar por el FBC Melgar. Fue un pedido especial de Juan Reynoso. En el club arequipeño tuvo uno de sus mejores rendimientos en su carrera profesional. saliendo campeón un año después, además de ser elegido en el mejor equipo de la Temporada 2015.
En 2016 tras un frustrado pase al FC Juárez de la Segunda División Mexicana retornó a Perú para jugar por el recién ascendido Defensor La Bocana.
A mitad del 2016 ficha por Real Garcilaso donde gozó de mucha continuidad, siendo pieza clave de la defensa cuzqueña. Jugó la Copa Libertadores 2018.

### Tiburones Rojos
El 12 de diciembre de 2018 es anunciado como nuevo refuerzo de los Tiburones Rojos de Veracruz para la temporada 2019.

### Cienciano
El 5 de diciembre del 2019 fue oficializado como nuevo refuerzo de Cienciano. En el 2021 logra clasificar a la Copa Sudamericana 2022.
El 12 de enero de 2022 fue oficializado en el club, dando un giro en su trayectoria de volver a Veracruz.
Se desempeña de defensa central y regresó de una lesión que lo alejó de las canchas pero ahora esta al 100 por ciento.

## Clubes
| Club                        | País   | Año             | Partidos | Goles | Media |
| --------------------------- | ------ | --------------- | -------- | ----- | ----- |
| Club América                | México | 2008-2010       | 8        | 0     | 0     |
| Albinegros de Orizaba       | México | 2010-2011       | 37       | 0     | 0     |
| Tigres U.A.N.L.             | México | 2011-2012       | 4        | 0     | 0     |
| Correcaminos U.A.T.         | México | 2012-2013       | 19       | 1     | 0.05  |
| FBC Melgar                  | Perú   | 2014-2015       | 79       | 2     | 0.03  |
| Defensor La Bocana          | Perú   | 2016            | 13       | 0     | 0     |
| Real Garcilaso              | Perú   | 2016-2018       | 83       | 4     | 0.04  |
| Tiburones Rojos de Veracruz | México | 2019            | 9        | 0     | 0     |
| Cienciano                   | Perú   | 2020 - 2021     | 31       | 0     | 0     |
| Total                       | Total  | 2008 - Presente | 279      | 7     | 0.03  |

## Palmarés

### Campeonatos nacionales
| Título                    | Club            | País   | Año  |
| ------------------------- | --------------- | ------ | ---- |
| Primera División          | Tigres U.A.N.L. | México | 2011 |
| Primera División del Perú | F. B.C. Melgar  | Perú   | 2015 |

### Torneos cortos
| Título          | Club            | País | Año  |
| --------------- | --------------- | ---- | ---- |
| Torneo Clausura | F. B. C. Melgar | Perú | 2015 |

### Distinciones individuales
| Distinción                                                                                            | Año  |
| --- | ---- |
| Incluido en el equipo ideal del Campeonato Descentralizado según el portal periodístico DeChalaca.com | 2015 |
| Once Ideal de la Primera División 2015                                                                | 2015 |